# Billund Kirke
Billund Kirke är en kyrka som ligger i centrala Billund i södra delen av Jylland. Kyrkan är ihopbyggd med Billunds Centrum och ligger i dess sydvästra del.

## Kyrkobyggnaden
Kyrkan är av mörkt tegel och uppfördes åren 1971-1973 efter ritningar av arkitekterna Einar och Kuno Meilby. Invigningen ägde rum 15 april 1973. Initiativet till kyrkan och Billunds centrum togs av Godtfred Kirk Christiansen, dåvarande chef för Lego.
En utbyggnad genomfördes år 1980 då bland annat ett bibliotek tillkom. År 1985 gjordes en tillbyggnad vid kyrkorummets södra sida med kontor.
Kyrkorummet är rektangulärt och har kor och altare i väster. Ovanför altarbordet hänger en altarprydnad av stålrör som har ett korsmotiv.
En fristående klockstapel är byggd av två 16 meter höga betongskivor. Mellan dessa är själva klockhuset upphängt. I stapeln fanns från början två klockor. Ytterligare två klockor anskaffades år 1978. Ett klockspel med 29 klockor tillkom år 1981.

## Inventarier
- Dopfunten är ett massivt block.
- Predikstolen är en enkel betongskiva och är liksom altarbordet av vit betong.
- Orgeln är samtida med kyrkan och är byggd av P. Bruhn og Søn, Årslev. Orgeln har 17 stämmor, två manualer och pedal.